# Liste des National Historic Landmarks de Floride
Les National Historic Landmarks de Floride sont les sites historiques d'intérêt national (National Historic Landmarks ou NHL) de l'État de Floride au sud-est des États-Unis.
Ils sont composés de sites couvrant l'histoire dès la période précolombienne jusque l'âge de la conquête de l'espace, en passant par les guerres séminoles et la guerre de Sécession. En 2007, il y avait trente-neuf National Historic Landmarks en Floride. Ils sont présents dans 22 des 67 comtés de l'État de Floride. Seize d'entre eux sont des exemples significatifs d'un style architectural particulier, onze ont un caractère militaire, dix un caractère archéologique, trois furent la demeure d'écrivains américains célèbres et le dernier met en valeur le programme spatial de la NASA.
Cinq sites se trouvent dans des parcs d'États de Floride et sont gérés par le département de la Protection de l'Environnement de Floride. La liste reprend également un site éligible au statut de National Historic Landmarks.
Le programme de gestion des sites historiques d'intérêt national est administré par le National Park Service, un département du département de l'Intérieur des États-Unis. Ce département analyse les sites qui répondent aux critères requis par les NHL et fait alors des recommandations en vue de leur nomination. Le secrétaire américain à l'Intérieur vérifie les propositions et décide de leur approbation. Les sites promus peuvent aussi bien appartenir au domaine public que privé. La nomination leur apporte une meilleure protection. Les propriétaires peuvent s'opposer à la nomination mais dans ce cas, la décision finale reste toutefois dans les mains du Secrétaire à l'Intérieur.
Les NHL sont également intégrées au Registre national des lieux historiques (NRHP). Ce registre contient les sites d'intérêts nationaux mais également les sites d'intérêts plus locaux. En Floride, les NHL représentent 2,6 % des 1579 lieux présents dans le registre.

## National Historic Landmarks de Floride
|    | Nom du site                                              | Image | Date nomination   | Localité,                                      | Comté        | Description |
| -- | -------------------------------------------------------- | ----- | ----------------- | ---------------------------------------------- | ------------ | --- |
| 1  | Mary McLeod Bethune Home                                 |       | 2 décembre 1974   | Daytona Beach 29° 12′ 39″ N, 81° 01′ 56″ O     | Volusia      | Maison de Mary McLeod Bethune, éducatrice et militante des droits de l'homme. |
| 2  | Bok Tower Gardens (Historic Bok Sanctuary)               |       | 19 avril 1993     | Lake Wales 27° 56′ 06″ N, 81° 34′ 37″ O        | Polk         | Construite par Edward Bok, l'éditeur du Ladies' Home Journal sur la plus haute colline de la zone. |
| 3  | Fort Gadsden                                             |       | 15 mai 1975       | Sumatra 29° 56′ 23″ N, 85° 00′ 45″ O           | Franklin     | Construit durant la guerre anglo-américaine de 1812, aussi connu sous le nom de Fort Negro. Fort occupé par des esclaves en fuite et par des Amérindiens locaux. Une explosion importante en fin de guerre fait qu'il ne reste quasiment rien du fort.                                                                                           |
| 4  | Base de lancement de Cap Canaveral                       |       | 16 avril 1984     | Cocoa 28° 29′ 20″ N, 80° 34′ 40″ O             | Brevard      | Base de lancement de la côte orientale du département de la Défense des États-Unis et situé à proximité du centre spatial Kennedy |
| 5  | Cathédrale de Saint Augustine                            |       | 15 avril 1970     | St. Augustine 29° 53′ 29″ N, 81° 18′ 45″ O     | St. Johns    | Terminé en 1797, il fut endommagé par le feu en 1887, mais restauré dans les deux ans qui suivirent. |
| 6  | Crystal River                                            |       | 21 juin 1990      | Crystal River 28° 55′ 01″ N, 82° 36′ 33″ O     | Citrus       | Centre funéraire occupé durant les périodes de la Culture de Weeden Island et des Amérindiens Tocobaga. |
| 7  | Champs de bataille de Dade                               |       | 7 novembre 1973   | Bushnell 28° 39′ 08″ N, 82° 07′ 36″ O          | Sumter       | Parc historique d'État de Dade Battlefield, site du massacre de Dade durant la seconde guerre séminole. |
| 8  | El Centro Español de Tampa                               |       | 3 juin 1988       | Tampa 27° 57′ 37″ N, 82° 26′ 32″ O             | Hillsborough | Maison de la première société d'aide mutuelle de Floride. Appartient au Ybor City Historic District. |
| 9  | Ferdinand Magellan - U.S. Car No. 1                      |       | 4 février 1985    | Miami 25° 37′ 03″ N, 80° 24′ 00″ O             | Miami-Dade   | Premier wagon construit pour un président américain depuis celui fait pour Lincoln en 1865. Il fut utilisé par Roosevelt, Truman, Eisenhower et Reagan. |
| 10 | Fort King Site                                           |       | 24 février 2004   | Ocala 29° 11′ 20″ N, 82° 04′ 56″ O             | Marion       | Site d'un fort durant la seconde guerre séminole situé à un nœud routier reliant Tampa à Jacksonville. |
| 11 | Fort Mose Site                                           |       | 12 octobre 1994   | St. Augustine 29° 55′ 40″ N, 81° 19′ 31″ O     | St. Johns    | Première localité officielle pouvant accueillir des noirs libres aux États-Unis. D'anciens esclaves originaires de Caroline du Sud et de Géorgie s'y réfugièrent au XVIIIe siècle tout en marquant les débuts du chemin de fer clandestin. |
| 12 | Fort San Carlos De Barrancas                             |       | 9 octobre 1960    | Pensacola 30° 20′ 52″ N, 87° 17′ 51″ O         | Escambia     | Site de plusieurs forts à partir de 1698, appartient au Gulf Islands National Seashore. |
| 13 | Fort San Marcos De Apalache                              |       | 13 novembre 1966  | St. Marks 30° 09′ 18″ N, 84° 12′ 40″ O         | Wakulla      | Forts en bois et en briques durant les périodes coloniales britannique et espagnole et durant la seconde guerre séminole. La capture du fort espagnol en 1818 par Andrew Jackson permit aux États-Unis de gagner la Floride en 1821. |
| 14 | Remblai du Fort Walton                                   |       | 19 juillet 1964   | Fort Walton Beach 30° 24′ 13″ N, 86° 36′ 27″ O | Okaloosa     | Site lié à la civilisation de Fort Walton |
| 15 | Fort Zachary Taylor                                      |       | 31 mai 1973       | Key West 24° 32′ 46″ N, 81° 48′ 37″ O          | Monroe       | Contrôlé par l'armée de l'Union durant la guerre de Sécession. |
| 16 | Freedom Tower                                            |       | 6 octobre 2008    | Miami 25° 46′ 48″ N, 80° 11′ 23″ O             | Miami-Dade   | Quartier général originel et installation d'imprimerie du journal Miami News & Metropolis; Ensuite mémorial en souvenir de l'immigration cubaine aux États-Unis |
| 17 | Gonzalez-Alvarez House                                   |       | 15 avril 1970     | St. Augustine 29° 53′ 17″ N, 81° 18′ 36″ O     | St. Johns    | Plus vieille maison de Saint Augustine, construite au début du XVIIIe siècle. |
| 18 | Goélette Governor Stone                                  |       | 4 décembre 1992   | Fort Walton Beach 30° 24′ 15″ N, 86° 37′ 02″ O | Okaloosa     | Construite en 1877, il s'agit de la plus vieille goélette à deux mâts construite dans le golfe du Mexique et toujours existante. |
| 19 | Ernest Hemingway House                                   |       | 24 novembre 1968  | Key West 24° 33′ 04″ N, 81° 48′ 03″ O          | Monroe       | Une des habitations de l'écrivain Ernest Hemingway. |
| 20 | Hôtel Ponce de Leon                                      |       | 17 février 2006   | St. Augustine 29° 53′ 32″ N, 81° 18′ 51″ O     | St. Johns    | Construit vers 1887-1888 par Carrère and Hastings pour l'homme d'affaires Henry Morrison Flagler, il s'agit du premier grand bâtiment entièrement construit en béton coulé. Il s'agit du seul hôtel de Flagler à avoir survécu à la Grande Dépression avant de rejoindre le Flagler College. Partie du St. Augustine Town Plan Historic District |
| 21 | Zora Neale Hurston House                                 |       | 4 décembre 1991   | Fort Pierce 27° 27′ 39″ N, 80° 20′ 31″ O       | St. Lucie    | Une des maisons de l'écrivain Zora Neale Hurston. |
| 22 | Llambias House                                           |       | 15 avril 1970     | St. Augustine 29° 53′ 16″ N, 81° 18′ 39″ O     | St. Johns    | Habitation construite à la fin du XVIIIe siècle. |
| 23 | Maple Leaf                                               |       | 12 octobre 1994   | Mandarin 30° 09′ 30″ N, 81° 41′ 12″ O          | Duval        | Construit en 1851, le bateau fut coulé par les Confédérés en 1864. Il s'agit d'un des navires les mieux préservés datant de la guerre de Sécession |
| 24 | Mar-a-Lago                                               |       | 23 décembre 1980  | Palm Beach 26° 40′ 40″ N, 80° 02′ 10″ O        | Palm Beach   | Ancienne propriété de Marjorie Merriweather Post. |
| 25 | Miami-Biltmore Hotel & Country Club                      |       | 19 juin 1996      | Coral Gables 25° 44′ 28″ N, 80° 16′ 45″ O      | Miami-Dade   | Luxueux hôtel ouvert en 1926, il fut le plus grand bâtiment de Floride jusque 1928 et servit en tant qu'hôpital durant la Seconde Guerre mondiale. |
| 26 | Cercle de Miami                                          |       | 19 janvier 2009   | Miami 25° 46′ 10″ N, 80° 11′ 24″ O             | Miami-Dade   | Site important du peuple Amérindien Tequesta |
| 27 | Mud Lake Canal                                           |       | 20 septembre 2006 | Flamingo 25° 10′ 26″ N, 80° 56′ 17″ O          | Monroe       | Canaux préhistoriques pour canöes. |
| 28 | Okeechobee Battlefield                                   |       | 4 juillet 1961    | Okeechobee 27° 12′ 04″ N, 80° 46′ 09″ O        | Okeechobee   | Site de la bataille du lac Okeechobee durant la seconde guerre séminole. |
| 29 | Refuge faunique national de Pelican Island               |       | 23 mai 1963       | Sebastian 27° 48′ 00″ N, 80° 26′ 00″ O         | Indian River | Établi sur ordre du Président Theodore Roosevelt en 1903, il fut le premier refuge faunique du pays |
| 30 | Pensacola Naval Air Station Historic District            |       | 8 décembre 1976   | Pensacola 30° 20′ 52″ N, 87° 17′ 50″ O         | Escambia     | Ouvert en 1914, il s'agit de la première base aéronavale du pays, le premier centre d'entraînement au pilotage de la Navy et la première base aéronavale à envoyer des pilotes au combat. |
| 31 | Plaza Ferdinand VII                                      |       | 9 octobre 1960    | Pensacola 30° 24′ 27″ N, 87° 12′ 50″ O         | Escambia     | Lieu historique où l'Espagne donna la Floride aux États-Unis en 1821. |
| 32 | Ponce de Leon Inlet Light Station                        |       | 5 août 1998       | Ponce Inlet 29° 04′ 44″ N, 80° 55′ 42″ O       | Volusia      | Terminé en 1887, il s'agit du plus grand phare de Floride (53 mètres). |
| 33 | Marjorie Kinnan Rawlings House and Farmyard              |       | 20 septembre 2006 | Cross Creek 29° 28′ 49″ N, 82° 09′ 42″ O       | Alachua      | Une habitation de l'écrivaine Marjorie Kinnan Rawlings. |
| 34 | Safety Harbor Site                                       |       | 19 juillet 1964   | Safety Harbor 28° 00′ 32″ N, 82° 40′ 39″ O     | Pinellas     | Le plus grand tumulus dans la région de la Tampa Bay, il s'agirait de l'emplacement de la capitale de la civilisation Tocobaga. |
| 35 | San Luis De Talimali (anciennement San Luis de Apalache) |       | 15 octobre 1966   | Tallahassee 30° 26′ 57″ N, 84° 19′ 12″ O       | Leon         | Une mission Franciscaine Espagnole fut construite à cet endroit en 1633 dans la localité d'Anhaica, capitale du territoire des Apalaches. Abandonnée et détruite en 1704 pour éviter qu'elle ne soit utilisée par les Anglais. |
| 36 | St. Augustine Town Plan Historic District                |       | 15 avril 1970     | St. Augustine 29° 53′ 31″ N, 81° 18′ 51″ O     | St. Johns    | District historique de la ville de Saint Augustine. Les limites de la zone correspondent sensiblement à la zone couverte par la ville entre 1672 et 1935. |
| 37 | Tampa Bay Hotel                                          |       | 11 mai 1976       | Tampa 27° 56′ 44″ N, 82° 27′ 50″ O             | Hillsborough | Construit par le riche homme d'affaires Henry Bradley Plant dans le style architectural Renaissance Maure, il s'étend sur 24 000 m2 pour 400 m de long. |
| 38 | Vizcaya                                                  |       | 19 avril 1994     | Miami 25° 44′ 37″ N, 80° 12′ 37″ O             | Miami-Dade   | Résidence d'hiver de l'industriel James Deering. |
| 39 | Whitehall (Henry M. Flagler House)                       |       | 16 février 2000   | Palm Beach 26° 42′ 52″ N, 80° 02′ 30″ O        | Palm Beach   | Maison de l'industriel Henry Morrison Flagler. |
| 40 | Windover archae- ological site                           |       | 28 mai 1987       | Titusville 28° 32′ 19″ N, 80° 50′ 36″ O        | Brevard      | Un dépôt de tourbe ayant préservé des objets façonnés et des restes humains datant de la période précolombienne. |
| 41 | Ybor City Historic District                              |       | 14 décembre 1990  | Tampa 27° 57′ 54″ N, 82° 26′ 06″ O             | Hillsborough | Centre historique abritant de nombreux bâtiments relatifs à la fabrication de cigares. |

## Site éligible au statut
Ce site a été déterminé comme pouvant prétendre au statut de National Historic Landmark mais n'en est toujours pas un. Il fait pour le moment uniquement partie du Registre national des lieux historiques.
|   | Nom du site             | Image | Date déclaration | Localisation                          | Comté      | Description |
| - | ----------------------- | ----- | ---------------- | ------------------------------------- | ---------- | --- |
| 1 | Hialeah Park Race Track |       | 11 janvier 1988, | Hialeah, 25° 50′ 46″ N, 80° 16′ 37″ O | Miami-Dade | Construit en 1921, le circuit pour Lévrier est un des plus anciens sites de loisirs du sud de la Floride. Il a contribué à la venue durant la période hivernale non touristique de personnes riches et célèbres dans la région. Célèbre aussi pour sa colonie de flamants roses, il a été désigné en tant que sanctuaire par l'organisation environnementale Audubon. |